# Borovnička
Borovnička (deutsch Klein Borowitz) ist eine Gemeinde in Tschechien. Sie liegt 13 Kilometer nordwestlich von Dvůr Králové nad Labem und gehört zum Okres Trutnov.

## Geographie

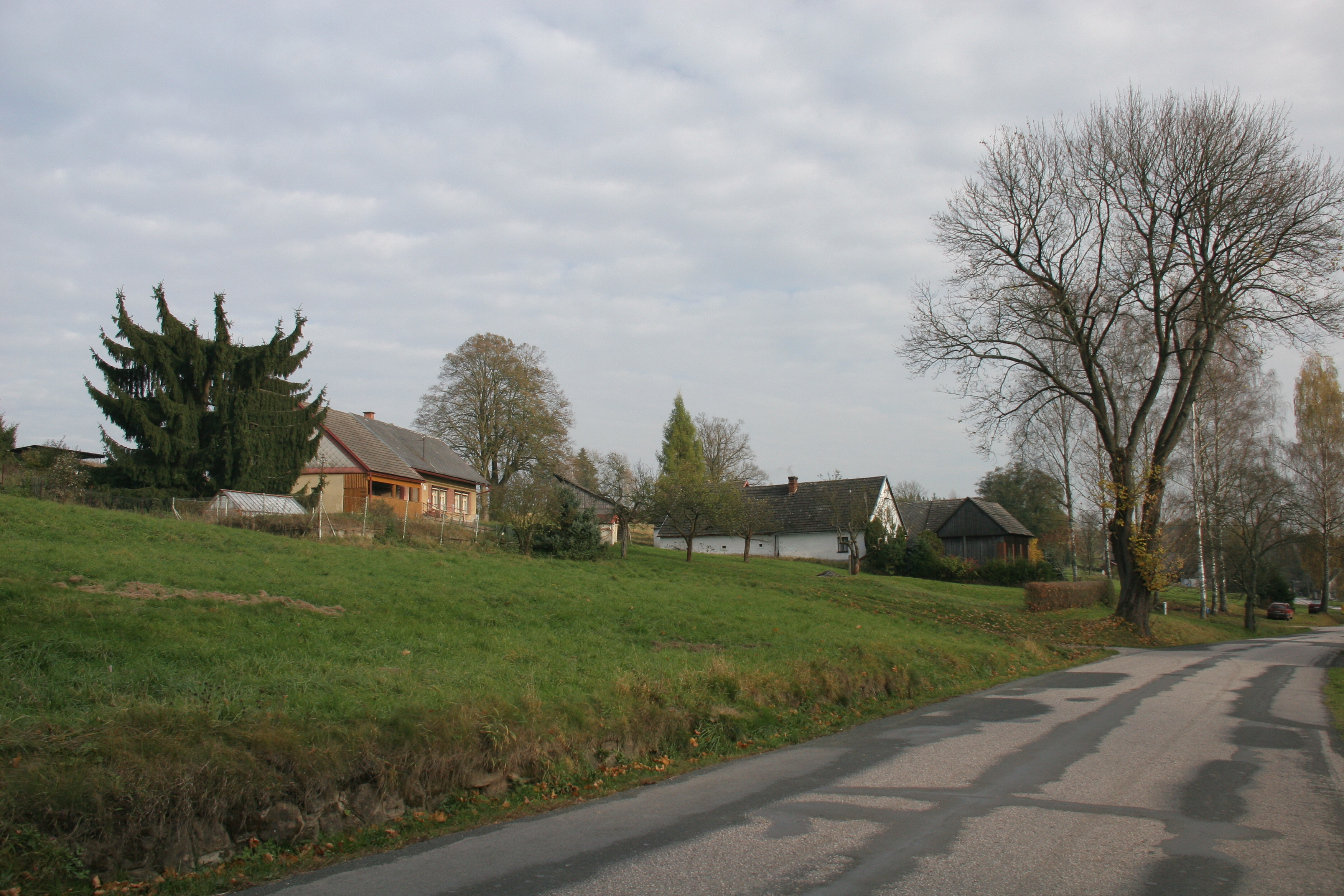
In Borovnička

Borovnička erstreckt sich im Tal des Baches Borecký potok im nordwestlichen Teil des Königreichwaldes. Nordöstlich erhebt sich die Dubinka (504 m) und im Südwesten der Červený vrch (541 m). Durch den Ort führt die Eisenbahn zwischen Stará Paka und Jaroměř.
Nachbarorte sind Ždírnice und Prostřední Olešnice im Norden, Dolní Olešnice und Vestřev im Nordosten, Zadní Mostek im Osten, Mostek und Mostecké lázně im Südosten, Klebš, Horní Brusnice und Vidonice im Süden, Staňkov und Lázně im Südwesten, Borovnice im Westen sowie Čistá u Horek im Nordwesten.

## Geschichte
Die erste urkundliche Erwähnung des Dorfes erfolgte im Jahre 1423.
Seit 1590 ist Klebš nachweisbar.
Nach der Aufhebung der Patrimonialherrschaften bildete Borovička ab 1850 eine Gemeinde im Gerichtsbezirk Arnau  bzw. im Bezirk Hohenelbe. In der zweiten Hälfte des 19. Jahrhunderts wuchs die Einwohnerzahl stark an und erreichte etwa 1.200. 1921 wurde der tschechische Name der Gemeinde in Borovnička geändert. 1930 lebten in Klein Borowitz 853 Menschen. Nach dem Münchner Abkommen wurde das Dorf dem Deutschen Reich angeschlossen. 1939 hatte Klein Borowitz 838 Einwohner. Zwischen 1939 und 1945 war der Ort dem Landkreis Hohenelbe zugeordnet. Nach dem Ende des Zweiten Weltkrieges kam Borovnička zum Okres Dvůr Králové nad Labem. Dieser wurde im Zuge der Gebietsreform zum Beginn des Jahres 1961 aufgelöst. Gleichzeitig mit der Eingemeindung von Borovnička nach Borovnice kam der Ort 1961 zum Okres Trutnov. Zum Beginn des Jahres 1979 erfolgte die Eingemeindung nach Mostek. Seit 1990 bildet Borovnička wieder eine Gemeinde.
Das Tal des Borecký potok gilt als Fundstätte von versteinerten Farnen und Schachtelhalmen. Daneben wurden auf den Feldern auch Granate aufgefunden.

## Gemeindegliederung
Für die Gemeinde Borovnička sind keine Ortsteile ausgewiesen. Zu Borovnička gehört die Ansiedlung Klebš (Klebsch).

## Sehenswürdigkeiten
- neogotische Kapelle des Göttlichen Herzens des Herrn
- Statuengruppe der Hl. Dreifaltigkeit, an der Schule, errichtet 1891
- Statue der Jungfrau Maria aus dem Jahre 1865
- Statue des Hl. Johannes von Nepomuk, geschaffen 1890
- Červený křiž, zwei Meter hohes Marterl aus Sandstein, hinter der Eisenbahntrasse. Das ursprünglich an einem Wegekreuz stehende Marterl wurde beim Eisenbahnbau um 100 m versetzt.